# Wereldbeker BMX 2013
De wereldbeker BMX 2013 begon op 19 april 2013 in de Britse stad Manchester en eindigde op 28 september 2013 in het Amerikaanse Chula Vista. De eindzege ging naar de Amerikaan Connor Fields bij de mannen en de Colombiaanse Mariana Pajón bij de vrouwen.

## Mannen

### Uitslagen
| Datum      | Plaats              | Eerste           | Tweede           | Derde          |
| ---------- | ------------------- | ---------------- | ---------------- | -------------- |
| 20/04/2013 | Manchester          | Liam Phillips    | Tory Nyhaug      | Sam Willoughby |
| 11/05/2013 | Santiago del Estero | Connor Fields    | Jelle van Gorkom | Joris Daudet   |
| 16/06/2013 | Papendal            | Jelle van Gorkom | Edžus Treimanis  | Damien Godet   |
| 28/09/2013 | Chula Vista         | Sam Willoughby   | Tory Nyhaug      | Connor Fields  |

### Eindstand
| #  | Atleet           | Land | Punten |
| -- | ---------------- | ---- | ------ |
| 1  | Connor Fields    | USA  | 790    |
| 2  | Jelle van Gorkom | NED  | 708    |
| 3  | Liam Phillips    | GBR  | 605    |
| 4  | Sylvain André    | FRA  | 590    |
| 5  | Twan van Gendt   | NED  | 490    |
| 6  | Tory Nyhaug      | CAN  | 475    |
| 7  | Joris Daudet     | FRA  | 448    |
| 8  | Sam Willoughby   | AUS  | 438    |
| 9  | Damien Godet     | FRA  | 425    |
| 10 | Renato Rezende   | BRA  | 425    |

## Vrouwen

### Uitslagen
| Datum      | Plaats              | Eerste        | Tweede         | Derde             |
| ---------- | ------------------- | ------------- | -------------- | ----------------- |
| 20/04/2013 | Manchester          | Shanaze Reade | Brooke Crain   | Merle van Benthem |
| 11/05/2013 | Santiago del Estero | Shanaze Reade | Mariana Pajón  | Laura Smulders    |
| 16/06/2013 | Papendal            | Mariana Pajón | Arielle Martin | Lauren Reynolds   |
| 28/09/2013 | Chula Vista         | Mariana Pajón | Alise Post     | Amanda Carr       |

### Eindstand
| #  | Atleet            | Land | Punten |
| -- | ----------------- | ---- | ------ |
| 1  | Mariana Pajón     | COL  | 775    |
| 2  | Arielle Martin    | USA  | 688    |
| 3  | Laura Smulders    | NED  | 635    |
| 4  | Alise Post        | USA  | 625    |
| 5  | Amanda Carr       | THA  | 567    |
| 6  | Shanaze Reade     | GBR  | 550    |
| 7  | Manon Valentino   | FRA  | 488    |
| 8  | Lauren Reynolds   | AUS  | 480    |
| 9  | Brooke Crain      | USA  | 473    |
| 10 | Merle van Benthem | NED  | 439    |